# Списък с пълнометражните филми на Том и Джери
Това е списък с пълнометражните филми на поредицата „Том и Джери“.

## Филми на Уорнър Брос
| #  | Заглавие                                         | Оригинално заглавие                                  | Пускане              |
| -- | ------------------------------------------------ | ---------------------------------------------------- | -------------------- |
| 1  | „Том и Джери: Филмът“                            | Tom and Jerry: The Movie                             | 30 юли 1993 г.       |
| 2  | „Том и Джери: Вълшебният пръстен“                | Tom and Jerry: The Magic Ring                        | 12 март 2002 г.      |
| 3  | „Том и Джери: Мисия до Марс“                     | Tom and Jerry: Blast Off to Mars                     | 18 януари 2005 г.    |
| 4  | „Том и Джери: Бързи и космати“                   | Tom and Jerry: The Fast and the Furry                | 11 октомври 2005 г.  |
| 5  | „Том и Джери: Морски приключения“                | Tom and Jerry: Shiver Me Whiskers                    | 22 август 2006 г.    |
| 6  | „Том и Джери: Лешникотрошачката“                 | Tom and Jerry: A Nutcracker Tale                     | 2 октомври 2007 г.   |
| 7  | „Том и Джери се запознават с Шерлок Холмс“       | Tom and Jerry Meet Sherlock Holmes                   | 24 август 2010 г.    |
| 8  | „Том и Джери и Магьосникът от Оз“                | Tom and Jerry and the Wizard of Oz                   | 23 август 2011 г.    |
| 9  | „Том и Джери: Робин Худ и неговият весел мишок“  | Tom and Jerry: Robin Hood and His Merry Mouse        | 28 септември 2012 г. |
| 10 | „Гигантското приключение на Том и Джери“         | Tom and Jerry's Giant Adventure                      | 6 април 2013 г.      |
| 11 | „Том и Джери: Изгубеният дракон“                 | Tom and Jerry: The Lost Dragon                       | 2 септември 2014 г.  |
| 12 | „Том и Джери: Шпионска мисия“                    | Tom and Jerry: Spy Quest                             | 23 юни 2015 г.       |
| 13 | „Том и Джери: Завръщане в Оз“                    | Tom and Jerry: Back to Oz                            | 21 юни 2016 г.       |
| 14 | „Том и Джери: Уили Уонка и Шоколадовата фабрика“ | Tom and Jerry: Willy Wonka and the Chocolate Factory | 11 юли 2017 г.       |
| 15 | „Том и Джери“                                    | Tom & Jerry                                          | 26 февруари 2021 г.  |

## Филми

### Том и Джери се запознават с Шерлок Холмс
В този филм, Том и Джери работят заедно с Шерлок Холмс, за да спрат Професор Мориарти.